# Saajuu
Saajuu är en sjö på ön Partalansaari i Pihlajavesi i Saimen i Finland. Sjön hör till Sulkava kommun förutom dess allra sydligaste del som hör till Puumala. Saajuu ligger 76,1 meter över havet.  Arean är 4,06 kvadratkilometer och strandlinjen är 38,09 kilometer lång. Sjön  ingår i Vuoksens huvudavrinningsområde. 
Sjöns sydligaste del har namnet Palovesi. I Sajuu finns öarna Ruutsaari, Kurkisaari samt ett antal mindre skär.